# ثمار السلام
ثمار السلام هو شعار سياسي قام بالترويج له الرئيس الأمريكي جورج بوش الأب ورئيسة الوزراء البريطانية مارغريت ثاتشر في أوائل تسعينيات القرن العشرين، بزعم وصف المنفعة الاقتصادية من خفض الإنفاق على الدفاع. ويُستخدم بالدرجة الأولى في المناقشات المتعلقة بنظرية السلاح مقابل الزبد. وكثيرًا ما استخدم هذا المصطلح في نهاية الحرب الباردة، عندما خفضت العديد من الدول الغربية الإنفاق العسكري بشكل ملحوظ.

## حقيقي أم لا؟
في الوقت الذي تمر فيه الاقتصاديات بفترة كساد بعد انتهاء صراع كبير حيث يضطر الاقتصاد إلى التكيف وإعادة التنظيم، فإن مصطلح «ثمار السلام» يشير إلى الفوائد المحتملة على المدى الطويل حيث يفترض أن تتم إعادة توجيه ميزانيات الإنفاق على الدفاع جزئيًا إلى البرامج الاجتماعية و/أو خفض معدلات الضرائب. لا يزال وجود ثمار السلام في الاقتصاديات الحقيقية يُشكل موضع نقاش، ولكن بعض الأبحاث تشير إلى حقيقتها.
تضم المناقشات السياسية المتعلقة بثمار السلام الناتجة عن انتهاء الحرب الباردة على نقاشات حول الدول التي تُقلص فعليًا الإنفاق العسكري، والدول التي لم تفعل ذلك. كان تقليص حجم الإنفاق الدفاعي ملحوظًا بشكل أساسي في أوروبا الغربية وروسيا. وقد رفعت الولايات المتحدة، التي تم تخفيض إنفاقها العسكري بشكل سريع بين عامي 1985 و1993 وظل مستقرًا بين عامي 1993 و1999، إنفاقها العسكري بشكل كبير بعد هجمات 11 سبتمبر 2001 لتمويل الحروب مثل الحرب على الإرهاب وحرب أفغانستان وحرب العراق.

## استخدامات أخرى
يمكن أن يشير مصطلح «ثمار السلام» أيضًا إلى الاقتصاد المطور في أيرلندا الشمالية بعد توقيع اتفاق الجمعة العظيمة.